# Lincoln-emlékmű
A Lincoln-emlékmű (angolul Lincoln Memorial) épület az Amerikai Egyesült Államok fővárosában, Washingtonban a National Mall parkban, az amerikai törvényhozás székhelyéhez közel áll. Az Egyesült Államok 16. elnökének, Abraham Lincolnnak emlékére építették a 20. század elején.
Az épület dór stílusú görög templomot mintáz. Helyet ad Abraham Lincoln hatalmas ülőszobrának és az elnök két ismert beszédéből készült feliratoknak.
Tervezője Henry Bacon volt, a szobrász Daniel Chester French, a belső falak képeinek festője pedig Jules Guerin.
Az emlékműnél számos fontos beszéd hangzott el, közülük a leghíresebb ifjabb Martin Luther King 1963. augusztus 28-án, a „washingtoni menet munkáért és szabadságért” végén elmondott Van egy álmom beszéde.
A washingtoni National Mall & Memorial Parks más emlékműveihez hasonlóan a Nemzeti Park Szolgálat (National Park Service) kezeli. A nap 24 órájában látogatható.
1966. október 15-én került fel a Történelmi Emlékhelyek Nemzeti Listájára (National Register of Historic Places). Az Amerikai Építész Intézet (American Institute of Architects, AIA) 2007-es listáján a kedvelt amerikai épületekről a hetedik helyen szerepelt.

## Tervezése és építése
Az Amerikai Egyesült Államok Kongresszusa 1867 márciusában hozta létre a Lincoln-emlékmű Egyesületet az emlékmű megépítésére. A helyet nem választottak ki egészen 1901-ig, egy olyan területen, amely akkor mocsár volt. Az első követ Lincoln születése évfordulóján, 1909. február 9-én rakták le. Az emlékművet 1922. május 30-án a korábbi elnök és főbíró, William Howard Taft avatta Lincoln elnök tiszteletére, az ünnepségen részt vett Lincoln egyetlen, még élő fia, Robert Todd Lincoln is.
Az építkezéshez használt indianai mészkövet és yule márványt a coloradói Marble-ban bányászták. A Lincoln-szobor a georgiai Tate-ben bányászott márványból faragták. 1923-ban az építész, Henry Bacon művéért megkapta a legrangosabb díjat, az Amerikai Építészeti Intézet aranyérmét. Eredetileg a Középületek és Közparkok Irodája (Office of Public Buildings and Public Parks) kezelte, 1933. augusztus 10-én került a Nemzeti Park Szolgálat kezelésébe.

## Képek

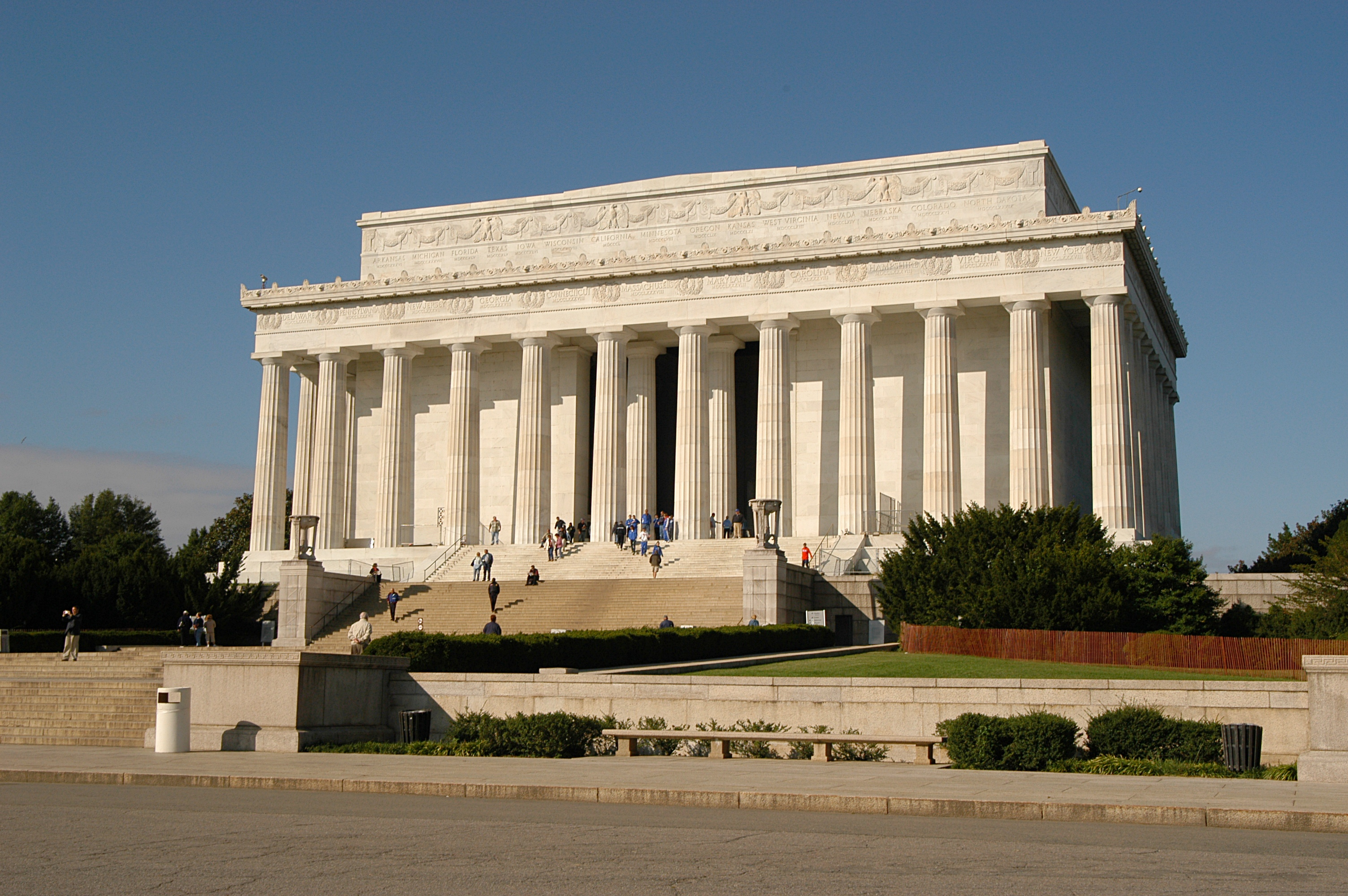
A Lincoln-emlékmű
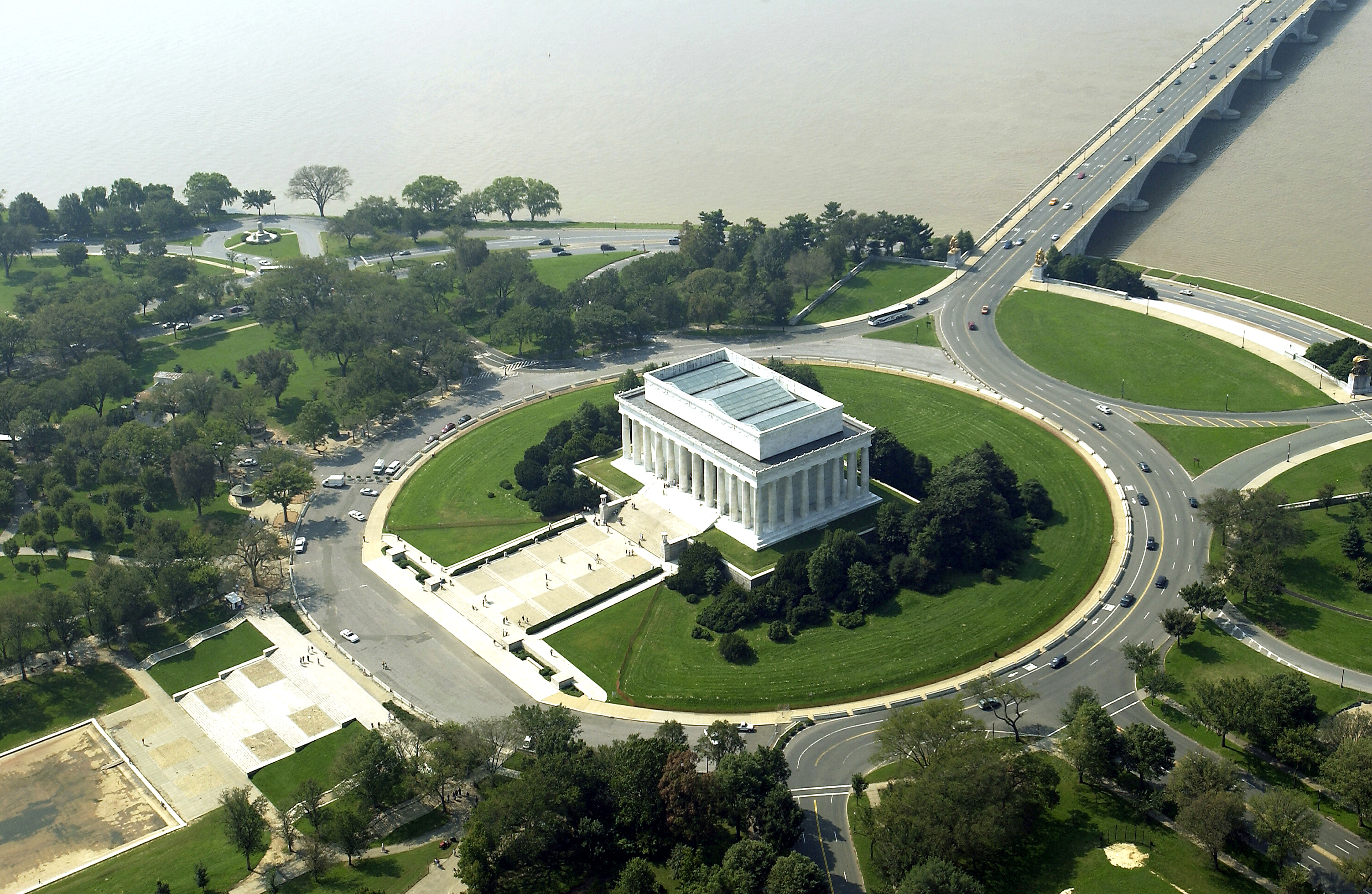
A Lincoln-emlékmű a levegőből
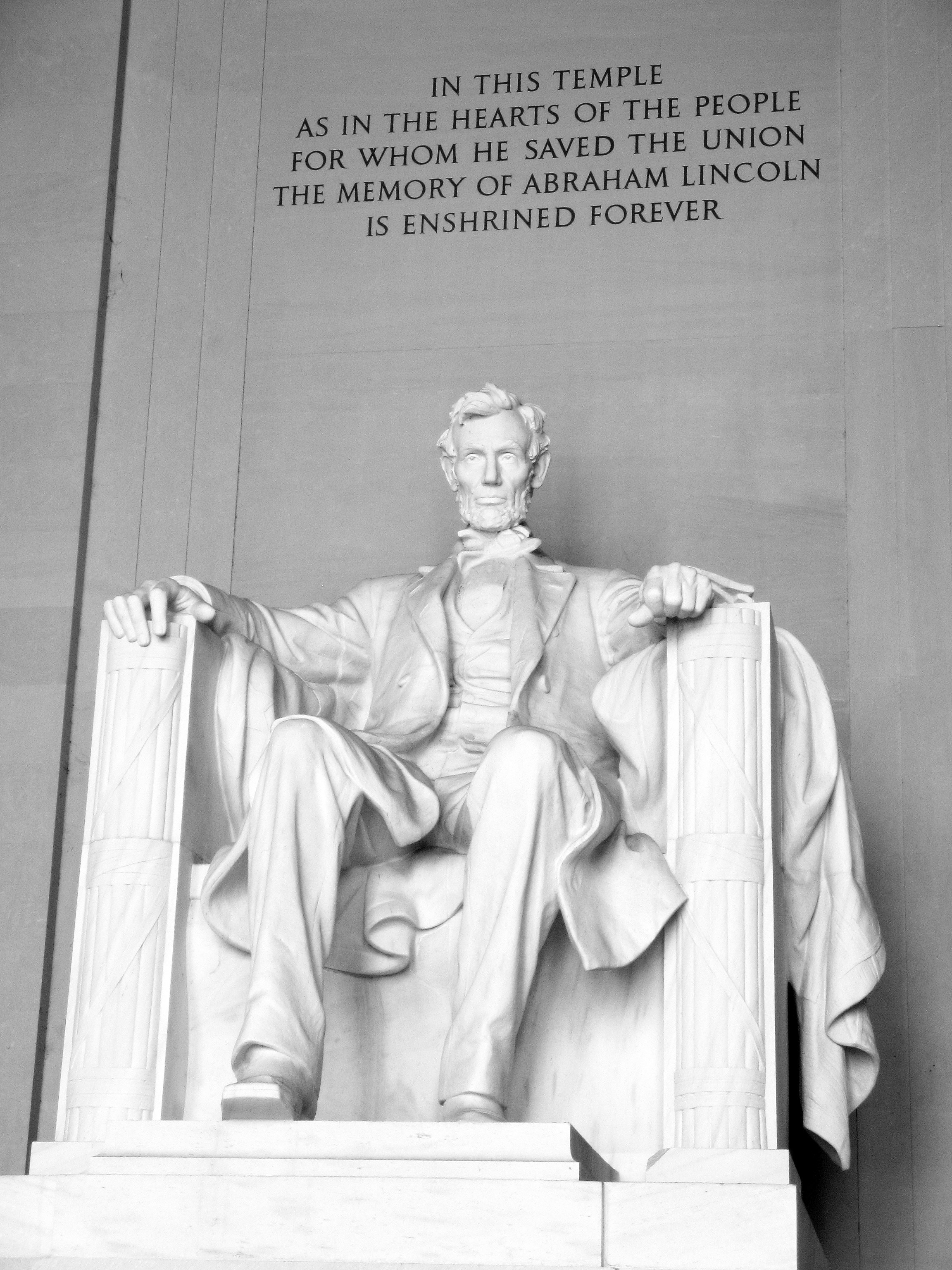
Abraham Lincoln szobra
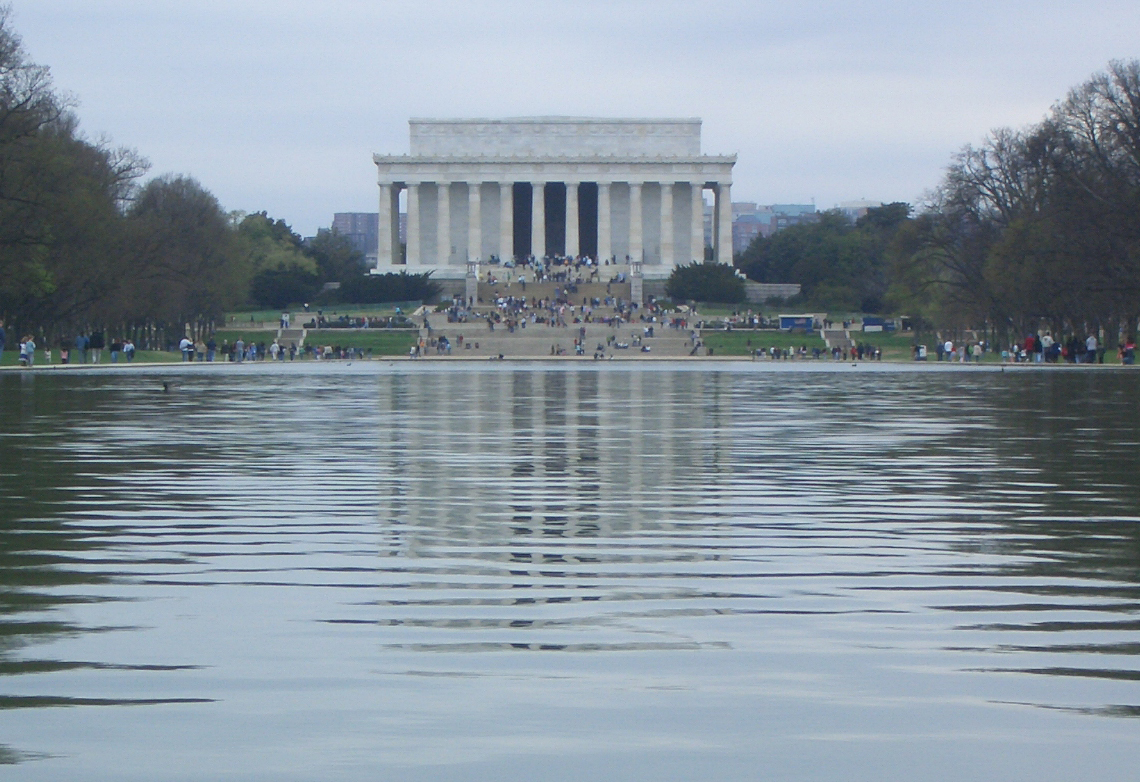
Az emlékmű és a tükörmedence
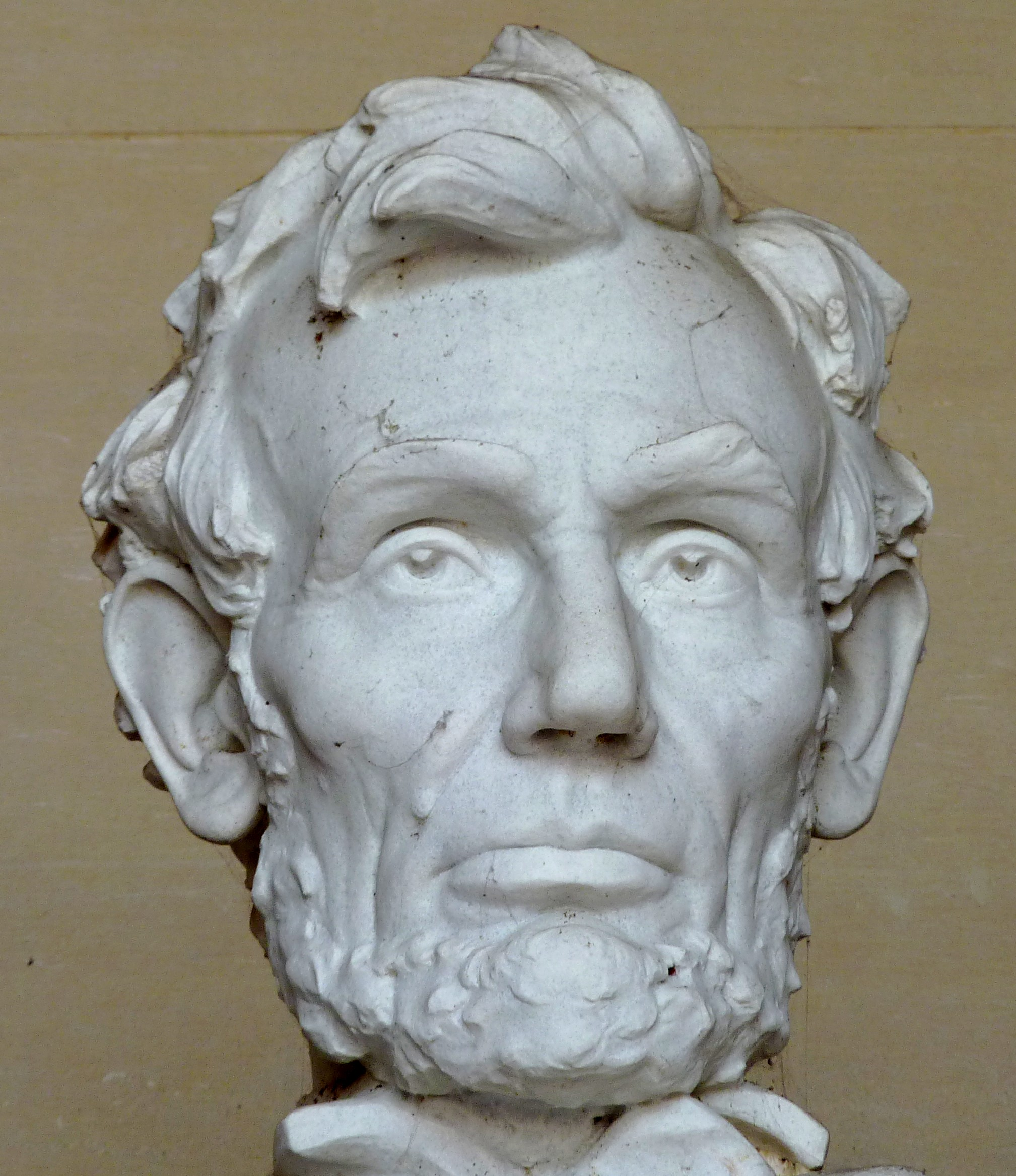
Az emlékmű részlete